# Tender (bateau)
Pour les articles homonymes, voir Tender.

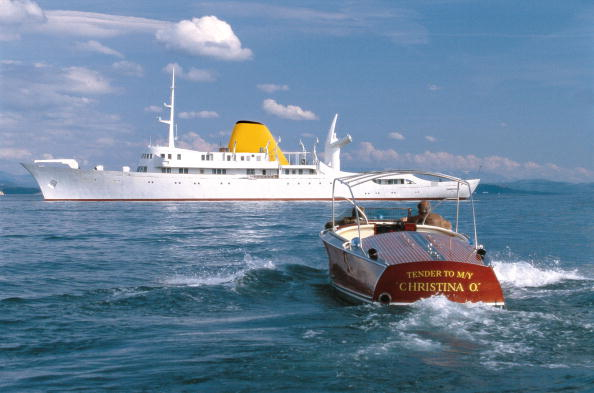
Un Hacker-Craft classique, tender au super-yacht le plus connu du monde, le Christina de Aristote Onassis.

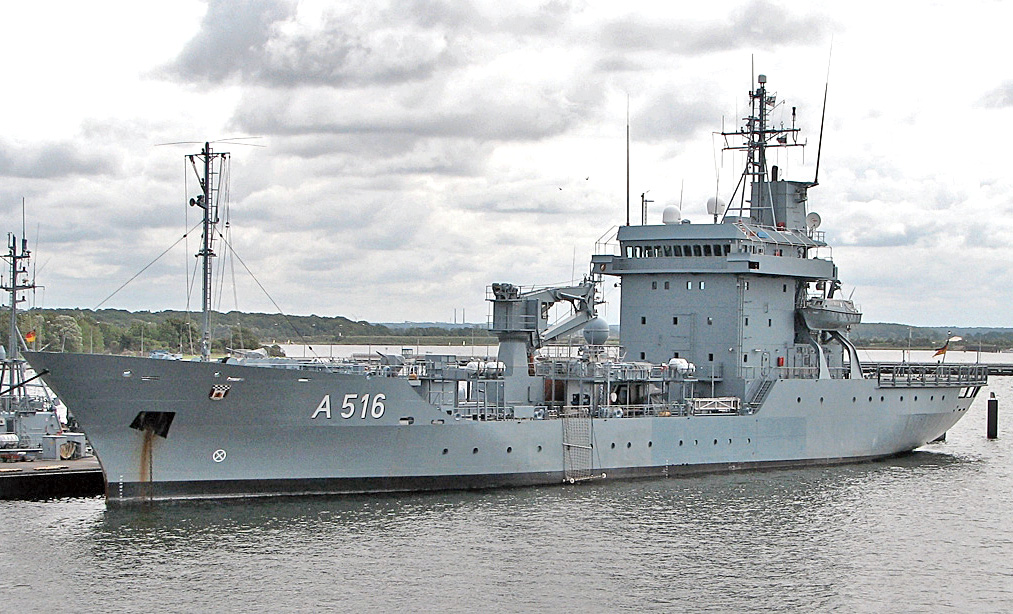
Le Donau, un navire de ravitaillement de classe Elbe, tender de la Marine allemande.

Dans les marines de guerre, un tender est un type de bateau de soutien logistique, généralement de transport de personnes ou de fournitures vers et depuis la terre ferme ou un autre navire. De façon plus générale, les bateaux plus petits peuvent également avoir des annexes, souvent des canots pneumatiques.
Le mot est d'origine anglophone.

## Vue d'ensemble
Pour diverses raisons, il n'est pas toujours conseillé d'essayer d'amarrer un navire à un quai ; le temps ou la mer peuvent être rudes, le temps peut être court ou le navire trop grand pour être adapté. Dans de tels cas, les tenders assurent la liaison entre le navire et la côte et peuvent avoir un programme très chargé de va-et-vient pendant que le navire est au port.
Sur les navires de croisière, les « tenders de sauvetage » ont une double fonction: ils servent de tenders dans les activités quotidiennes, mais sont entièrement équipés pour servir de canots de sauvetage en cas d'urgence. Ils sont généralement transportés sur des bossoirs juste au-dessus du pont promenade, et peuvent à première vue sembler être des canots de sauvetage ordinaires; mais ils sont généralement plus grands et mieux équipés. La conception actuelle des canots de sauvetage favorise les modèles de catamarans, car ils sont moins susceptibles de rouler dans les conditions calmes à modérées dans lesquelles les annexes sont habituellement utilisées. Ils peuvent transporter jusqu'à 100 à 150 passagers et deux à trois membres d'équipage.

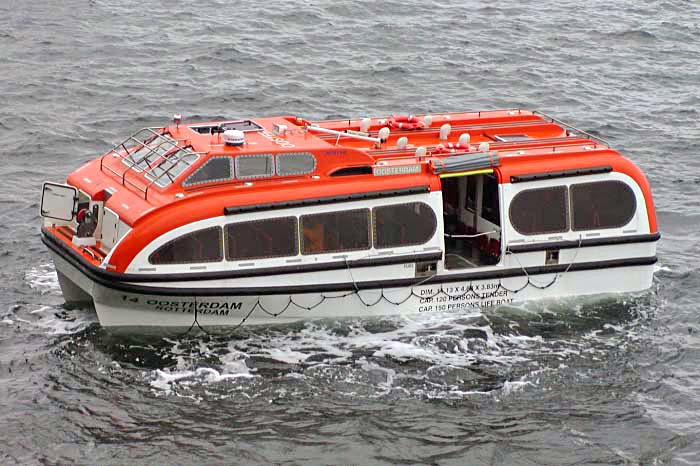
Embarcation de sauvetage du. Il comporte un « masque facial » sur les fenêtres avant, et la bâche enroulée qui peut être descendue sur le port d'entrée pour rendre le bateau résistant aux intempéries.

Avant que ces navires ne soient produits en série, la principale façon d'embarquer sur un navire plus grand (principalement des paquebots) était de monter à bord d'un tender pour passagers. Les navires à passagers restaient basés dans leurs ports d'immatriculation et lorsqu'un navire passait par là, le navire s'amarrait au navire et embarquait les passagers sur une passerelle surélevée. Ces navires étaient plus grands, avaient une plus grande capacité de transport de passagers et un plus grand sens de l'individualité dans leurs compagnies respectives que les navires plus modernes que l'on voit aujourd'hui. En raison de leur taille accrue, les canots de sauvetage et les gilets de sauvetage étaient monnaie courante à bord de ces navires (deux bateaux étant le montant standard pour un tender moyen).

## Histoire
Avant que les technologies qui permettent aux sous-marins et aux destroyers de fonctionner de manière indépendante n'aient atteint leur maturité dans la seconde moitié du XXe siècle (et de manière significative pendant la Seconde Guerre mondiale), elles étaient fortement dépendantes des tenders pour effectuer la plupart des opérations de maintenance et d'approvisionnement. Les indicatifs de classification de leur coque dans la marine américaine étaient, respectivement, AS et AD, tandis que l'indicatif pour les navires de réparation générale étaient AR. Les appels d'offres navals sont tombés en désuétude à la fin du XXe siècle, alors que la vitesse et la portée des navires de guerre augmentaient (réduisant le besoin de bases avancées).
À la fin du XXe siècle, tous les tenders de l'US Navy avaient été désactivés, à l'exception de deux tenders concernant des sous-marins. À la suite du règlement des procès concernant la flotte de réserve de la baie de Suisun, la marine américaine et le MARAD se sont engagés dans un programme agressif de mise au rebut de tous ces navires d'ici 2017. Bien que les plans de la Marine concernant les appels d'offres tenus en réserve dans d'autres endroits (tels que les tenders de sous-marins inactifs USS McKee et USS Simon Lake tenus à Inactive Ships, St. Juliens Creek Annex) n'aient pas été abordés dans ce procès, depuis son règlement, la Marine a indiqué son désir de disposer de ces navires dès que possible .
Apparemment pas complètement disposé à se sevrer de tous les tenders — mais dans un souci de réduction des coûts — les deux derniers tenders encore en service actif ont maintenant été remis opérationnellement au commandement militaire du transport maritime (Military Sealift Command ou MSC). Les tenders pour les sous-marins de classe Emory S. Land: USS Emory S. Land et USS Frank Cablee sont maintenant dirigés par un équipage « hybride ». Le capitaine et quelques centaines de techniciens sont de la Marine régulière, tandis que le fonctionnement du navire lui-même est assuré par la Marine marchande. Avant le transfert, les deux navires comptaient plus de 1 000 marins. Bien qu'à l'heure actuelle, les navires portent toujours la classification AS, la mission principale des deux navires a été étendue bien au-delà des sous-marins pour inclure le service et le soutien de tout navire de la Marine dans leur zone opérationnelle. Selon la classification traditionnelle de la Marine, les deux navires devraient être reclassés en AR (Auxiliary Repair), mais comme ils sont maintenant exploités par le MSC, il est peu probable qu'une telle réaffectation ait lieu. Le Emory S. Land est déployé dans l'océan Indien à Diego Garcia tandis que le Frank Cable est déployé dans le Pacifique à Polaris Point, Apra Harbor, Guam. Ces déploiements avancés ont pour but de fournir des services et un soutien aux très grandes distances du Pacifique occidental[.
Deux tenders, SS Nomadic et SS Traffic, ont été construits pour la White Star Line par Harland et Wolff pour desservir les paquebots RMS Olympic et RMS Titanic à Cherbourg. Le Nomadic survit en tant que navire musée, et est le dernier navire construit pour la White Star Line qui existe encore.